# João IV da Etiópia
João IV (ge'ez ዮሓንስ, amárico Yōhānnis) foi imperador da Etiópia de 1871 até sua morte em 1889. 

## Origem
Ele nasceu em 1831 como Lije (príncipe) Kassay Mercha Ge'ez em Enderta, Etiópia, filho de Mercha, Shum de Tembiém e sua esposa Woizero Silass Dimtsu (Amata Selassie) de Enderta. Sua linhagem o relacionou com a dinastia salomônica por meio de sua avó paterna Woizero Workewoha KaleKristoss de Adua, por sua vez neta de Ras Micael Sehul, príncipe de Tigré casado com Aster Jesus, filha da Imperatriz Mentewal e seu amante Melmal Jesus, que era salomônico príncipe e sobrinho do falecido marido da imperatriz, o imperador Bacafa. A família do pai de Amata pertencia à aristocracia que governou a região do Tigré entre o final do século XVIII e o início do século XIX, e sua mãe descendia da aristocracia Xum de Agame. João também tinha raízes salomônicas por parte do pai, embora mais distantes.

## Ascensão ao Trono

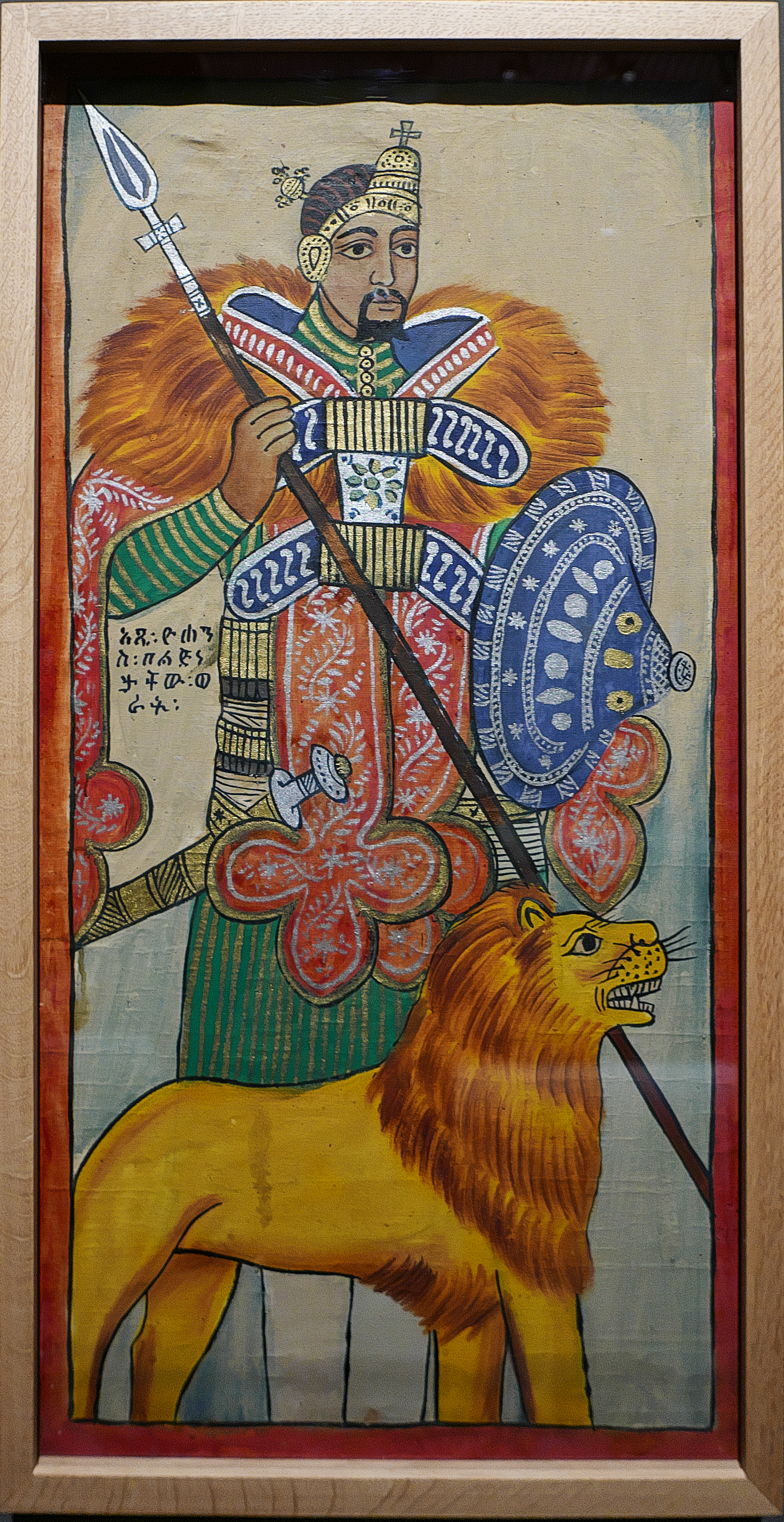
Retrato de João IV da Etiópia (1940-1947) com o leão de Judá, pintura a óleo sobre tela. O pintor fortalece a condição guerreira do rei.

Durante sua vida adulta, João (que na época era simplesmente chamado de Dejamzach Kassai) tornou-se um inimigo ferrenho do então imperador Teodoro II, então apoiou a expedição britânica que chegou para derrubar o imperador em 1868, o que eles conseguiram em batalha em Amba Mariã. Por esse apoio, os britânicos cederam a ele retirando um grande número de armas de fogo com as quais ele conseguiu obter o controle da província de Tigré e assim se tornar um dos três príncipes mais poderosos da Etiópia, sendo os outros dois Wagshum Gobeze de Lasta. (aquele que seria o futuro imperador Tekle Giyorgis II) e o Negus (rei) Menelique de Xoa (futuro imperador Menelique II). Todos os três reivindicaram seu direito ao trono do Leão de Judá usando sua linhagem salomônica como argumento. A rivalidade de Dejamzach Kassai com Wagsum Gobeze foi um pouco tensa devido ao fato de a irmã do primeiro, Dinquinesh Mercha, ser casada com o último que também ajudou Dejamzach Kassai cinco anos antes a tomar o poder na região de Tigré. Por isso, quando em 1868 Wagsum Gobeze se autoproclamou imperador unilateral Tekle Giyorgis II em Socotá, no distrito de Wag, e nomeou seu cunhado "Re-ese Mekwanit", título que significa "primeiro entre os nobres. " Embora Dejazmach Kassai tenha começado a usar o título, ele não reconheceu o novo imperador que, após consolidar sua posição por laços matrimoniais com Ras Adal de Gojã e Rei Menelique e pela força em Wolo, empreendeu uma campanha militar contra Dejamzach Kassai, cruzando o Tekezé River em 1871. Em 11 de julho, as duas forças entraram em confronto perto de Adua. Graças às armas de fogo e ao treinamento recebido do aventureiro britânico John Kirkham, as tropas de Dejamzach Kassai derrotaram e capturaram o imperador, que morreu em cativeiro no ano seguinte. Após sua morte, a viúva do imperador Dinkinesh Mercha deu as boas-vindas ao novo imperador João IV no tribunal, que manteve o título e a dignidade da imperatriz durante seu reinado. 
O ex-abuna (Arcebispo Metropolitano, chefe da Igreja Ortodoxa Etíope), abuna Salama III, morrera em 1867 e sua sé desde então estava vaga, de modo que o Imperador Tekle Giyorgis não pôde ser devidamente coroado. João havia previsto isso, então, para legitimar sua posição, ele pagou com fundos que há muito guardava para o Patriarca de Alexandria, Cirilo V, para nomear uma nova abuna. Este nomeou abuna Atanásio, que chegou em junho de 1869. O imperador foi coroado em 12 de janeiro de 1872 em Axum, sendo o primeiro imperador na cidade histórica depois de Basilides em 1632. Ras Adal submeteu-se ao novo imperador pouco depois, pelo qual foi recompensado com o título de Gojã negus com o novo nome de Tekle Haymanot.

## Guerra contra o Egito
Ao longo de seu reinado, Maçuá esteve envolvido em combates ao norte de suas fronteiras. Primeiro com o Jedi Ismail Paxá do Egito, que estava tentando colocar toda a bacia do rio Nilo sob seu domínio. Os egípcios com a ajuda de Menelique de Xoa, rival do Imperador, marcham do porto de Zeilá e ocupam a cidade-estado de Harar em 11 de outubro de 1875, mas com isso conquistam a inimizade de Menelique. Os otomanos viam a Etiópia como uma província rebelde. Os egípcios então marcharam para o norte da Etiópia tomando o porto de Maçuá. Mas os britânicos pressionaram o imperador a não lutar com os egípcios, seus aliados, então ele recuou para mostrar que era ele o atacado, mas percebendo que os europeus não o ajudariam, ele reuniu seus exércitos. 
O confronto ocorreu em Gundate (também chamado de Guda-Gude) na manhã de 16 de novembro de 1875, no qual os egípcios foram enganados e avançaram por um vale estreito, após o qual foram massacrados pela artilharia etíope localizada nas colinas ao redor do vale . Praticamente todos os egípcios e funcionários europeus e americanos morreram.
Um novo exército egípcio foi formado para vingar a derrota na Batalha de Gura (7 a 9 de março de 1876), na qual os egípcios foram derrotados pelos soldados do brilhante general e futuro ras Alula Engida. Após a vitória de 20 de março de 1878, o Imperador e o rei (Negus) de Xoa, Menelique, se reconciliaram, sendo coroado rei de sua cidade no dia 26 daquele mês. A aliança foi fechada com o casamento da filha de Menelique, Zewditu, e do filho do imperador, Ras Araya Selassie.
João também convocou um conselho geral da Igreja Etíope em Boru Meda mais tarde em 1878, que pôs fim à atual disputa teológica na igreja local. Cristãos, muçulmanos e pagãos receberam, respectivamente, dois, três e cinco anos para se conformarem com as decisões do Conselho. Novos arcebispos foram solicitados. No entanto, desta vez, em vez de um único arcebispo, ele pediu ao Patriarca Cirilo que enviasse quatro para servir ao grande número de cristãos na Etiópia, que chegaram em 1881. Eram liderados pelos arcebispos (abunas) Pedro, Mteus de Xoa, Lucas de Gojã e Marcos de Gondar.

## Guerra contra o Sudão e Morte
Quando Maomé Amade se proclamou Mádi, envolvendo os povos do Sudão em uma longa e violenta revolta, seus seguidores começaram com sucesso contra guarnições isoladas ou egípcias em Suaquém e outras partes do sul do país. O imperador etíope, após várias negociações, permitiu que as tropas anglo-egípcias evacuassem por suas terras, permitindo também que as forças inglesas transportassem suas armas e tropas pelo Mar Vermelho até o porto de Maçuá para atacar o sul do Sudão (tratado de Adwa Hewett). Os sudaneses invadiram a Etiópia, mas o general Alula Engina os derrotou na Batalha de Cufite em 23 de setembro de 1885. Naquela época, os italianos ocuparam Maçuá, então o imperador decidiu fazer um pacto com os italianos, enquanto seu general Alula se dedicava ao ataque Tropas italianas cruzando a fronteira mal definida. Além disso, os reis de Xoa e Gojã se rebelaram, aproveitando a invasão europeia, sendo violentamente esmagados. Enquanto isso, em Gondar, os sudaneses muçulmanos entraram no país saqueando tudo e queimando as igrejas. O mesmo imperador os enfrentou na Batalha de Galabate, em 9 e 10 de março de 1889, sendo derrotado e morto pelo general muçulmano Zeki Tummal: 130.000 etíopes foram derrotados por 85.000 sudaneses, ambos os lados tendo 15.000 mortes. 